# Prisluškivanje (1974.)
Prisluškivanje (engl. The Conversation) je misteriozni triler scenarista i redatelja Francisa Forda Coppole iz 1974. u kojem se pojavljuju Gene Hackman, John Cazale, Allen Garfield, Cindy Williams i Frederic Forrest, te u sporednim ulogama Harrison Ford, Teri Garr i Robert Duvall u kratkoj nepotpisanoj ulozi.
Prisluškivanje je 1974. osvojio Zlatnu palmu na Filmskom festivalu u Cannesu, a 1995. je izabran za čuvanje u Nacionalnom filmskom arhivu Sjedinjenih Država od strane Kongresne knjižnice kao "kulturno, povijesno ili estetski značajan."

## Radnja
Harry Caul je paranoični stručnjak za prisluškivanje koji vodi vlastitu tvrtku u San Franciscu, a kolege iz profesije ga iznimno cijene. Caul je opsjednut vlastitom privatnošću; njegov stan se zatvara vratima s tri brave, za telefonske pozive koristi javnu govornicu i tvrdi kako nema kućni telefon, dok mu je ured smješten u kutu mnogo većeg skladišta. Caul je krajnje profesionalan na poslu, ali teško uspostavlja osobne kontakte. Iznimno mu je nelagodno među gomilom ljudi, dok je u intimnim situacijama odbojan i šutljiv; u odnosu prema kolegama je također mučaljiv i tajnovit. Iako se odijeva neodređeno, ima običaj nositi napola prozirni plastični baloner gotovo gdje god da ide, čak i kad ne pada kiša.
Unatoč inzistiranju na tome da nije odgovoran za brigu o stvarnom sadržaju razgovora koje snima ili o tome kako će ih njegovi klijenti iskoristiti, on je upravo izmučen krivnjom oko bivšeg posla koji je doveo do smrti triju osoba. Njegov osjećaj krivnje još je izraženiji zbog katoličkog duha u kojem je odgojen. Jedini hobi mu je sviranje saksofona na omiljene jazz pjesme u privatnosti svog doma.
Caul dobiva zadatak snimanja razgovora para koji šeta Trgom Union u San Franciscu. Nakon što je uspješno završio posao, Caula razdire osjećaj sumnje oko stvarnog značenja razgovora i oko toga što bi se moglo dogoditi paru kad klijent dobije snimku. Tokom filma Caul u mnogo navrata vrti snimku pokušavajući odgonetnuti njeno pravo značenje (nakon nekog vremena otkriva dvoznačnu rečenicu skrivenu pod zvukom uličnog glazbenika: "Ubio bi nas da ima šansu") i stalno reinterpretira njenu smisao u svjetlu onoga što zna i što pretpostavlja.
Caul izbjegava predati vrpcu pomoćniku čovjeka koji je naručio prisluškivanje. Nakon toga se nađe pod ogromnim pritiskom pomoćnika, a njega samog počnu pratiti, varati i prisluškivati. Konačno mu ukradu vrpcu u trenutku kad su ga uhvatili nespremna.
Caulovi pokušaji da spriječi tragediju konačno se izjalove - ispostavlja se kako razgovor nije morao značiti ono što je on mislio, te tragedija koju je on zamislio nije ona koja se dogodila. U posljednjoj sceni, on otkriva da mu prisluškuju vlastiti stan. Mahnito počne prevrtati stan kako bi otkrio prisluškivač, trgajući tapete i uništavajući stan. Ne uspijeva ga pronaći. Na kraju filma Caul sjedi usred općeg nereda, mirno svirajući saksofon.

## Glumci
- Gene Hackman kao Harry Caul
- John Cazale kao Stan
- Allen Garfield kao William P. "Bernie" Moran
- Frederic Forrest kao Mark
- Cindy Williams kao Ann
- Michael Higgins kao Paul
- Elizabeth MacRae kao Meredith
- Teri Garr kao Amy Fredericks
- Harrison Ford kao Martin Stett
- Mark Wheeler kao Recepcionar
- Robert Shields kao The Mime
- Phoebe Alexander kao Lurleen
- Robert Duvall kao Direktor (nepotpisan)

## Produkcija
Iako je scenarij napisan u šezdesetima, film je objavljen nakon što je izbila Afera Watergate i tako reflektirao aktualne probleme osobne odgovornosti i zadiranje tehnologije u privatnost. Na DVD komentaru, Coppola kaže kako je bio šokiran saznanjem da je u filmu korištena ista oprema za nadzor i prisluškivanje koju su koristili članovi Nixonove administracije.
Coppola vjeruje kako je to razlog što je film zaradio priznanja koja je zaradio to što je publika interpretirala poruku filma kao izravni i dobro tempirani napad na Nixonovu administraciju, čije je sudjelovanje u Aferi Watergate bilo glavna vijest na naslovnicama u to vrijeme. Ali Coppola naglašava da je sve potpuno slučajno. Ne samo da je scenarij filma dovršen sredinom šezdesetih (prije nego što je Nixonova administracija preuzela vlast), nego je i oprema za nadzor korištena u filmu otkrivena tijekom istraživanja tehničkih savjetnika, a ne, kao što su mnogi vjerovali, preko novinskih priča o Aferi Watergate. Coppola je nadalje naglasio da je snimanje Prisluškivanja završeno nekoliko mjeseci prije nego što se afera preselila na novinske stranice. Ali kako film nije bio objavljen u kinima sve do nekoliko mjeseci nakon ostavke Richarda Nixona, Coppola je rekao kako je publika interpretirala film kao reakciju na Aferu Watergate.
Originalni snimatelj Prisluškivanja bio je Haskell Wexler. Coppola je ga je otpustio ubrzo nakon početka produkcije zbog ozbiljnih kreativnih i osobnih neslaganja, a zamijenio ga je Bill Butler. Wexlerove snimke gotovo su u potpunosti presnimljene, osim tehnički kompleksne sekvence prisluškivanja na Trgu Union. Bio je ovo prvi od dva filma nominirana za Oscar gdje je Wexler otpušten i zamijenjen Butlerom; drugi je bio Let iznad kukavičjeg gnijezda (1975.), gdje je Wexler imao sličnih problema s Milošom Formanom.
Dobar dio stila film duguje Walteru Murchu, izvršnom montažeru i dizajneru zvuka. Murch je imao manje-više odriješene ruke tijekom procesa montaže jer je Coppola u to vrijeme već radio na Kumu II.
Iako je ime lika Genea Hackmana, Harry Caul, navodno rezultat tipfelera, izgovaranje je dovelo do mnogih vizualnih igri riječima. Caul je fetalna opna koja štiti fetus od rođenja. Hackmanov lik nosi tanki, gotovo prozirni baloner, čak i po suncu. Coppola često koristi vizualne igre, a u ovom slučaju podupire interpretaciju Harryja Caula kao depresivno-paranoičnog čovjeka koji se štiti odjećom od svojih infantilnih želja i osjećaja ranjivosti. Coppola je na DVD komentaru rekao kako je Gene Hackman imao jako malo vremena prilagoditi se liku Harryja Caula jer mu nimalo nije nalikovao. Coppola kaže kako je Hackman u to vrijeme bio druželjubivi i pristupačni glumac koji je volio ležernu odjeću, dok je Caul zamišljen kao štreberski nastrojeni i mrzovoljni usamljenik koji nosi baloner i staromodne naočale. Redatelj je rekao kako su Hackmanovi pokušaji da se prilagodi liku završili time da je i sam glumac postao mrzovoljan i iritantan na setu, ali odnosi se među dvojcem nisu poremetili. Coppola je na komentaru dodao kako Hackman smatra ulogu jednom od svojih najboljih.
Na glazbi Prisluškivanja dominira kruti klavir Davida Shirea. Glazba je skladana prije nego što je film dovršen. Shire je u nekoliko prilika uzeo snimljene zvukove klavira i izvrnuo ih na različite načine kako bi stvorio drugačije tonalitete i zaokružio glazbu za film. Glazba je trebala dočarati izolaciju i paranoju Harryja Caula. 2001. je objavljena na CD-u u izdanju Intrada Recordsa.

## Utjecaj
Coppola je kao glavni utjecaj za konceptualizaciju tema filma, kao što je sukob prisluškivanja i sudjelovanja, te percepcije nasuprot stvarnosti, naveo Uvećanje (1966.) Michelangela Antonionija. "Francis ga je pogledao godinu ili dvije prije te je smislio ideju kako pomiješati koncept Uvećanja sa svijetom audio nadzora." Postoji još nekoliko primjera posuđivanja od Uvećanja, od kojih su vjerojatno najpoznatije prisustvo zrcala u oba filma te središnja sekvenca koja uključuje izoštravanje medija kako bi se otkrili prethodno neopaženi detalji (fotografija u Uvećanje, audio vrpce u Prisluškivanju).
Koncept audio tehničara koji koristi svoju stručnost u istrazi mogućeg zločina, korište je i u filmu Blow Out iz 1981. Kao i Prisluškivanje, nadahnut je Uvećanjem.

## Nagrade
Prisluškivanje je 1995. izabrano za čuvanje u Nacionalnom filmskom arhivu SAD-a Kongresne knjižnice kao "kulturno, povijesno ili estetski značajan". 1974. je osvojio Zlatnu palmu na Filmskom festivalu u Cannesu. Iste je godine nominiran za tri Oscara:
- Najbolji film
- Najbolji zvuk
- Najbolji originalni scenarij

## Bibliorafija
- Michael Ondaatje, The Conversations: Walter Murch and the Art of Editing Film, London: Bloomsbury Publishing (2002.)

## Vanjske poveznice
- Prisluškivanje u internetskoj bazi filmova IMDb-a